# Шургая, Шота Иосифович
Шота Иосифович Шургая (03.04.1920, Поти, Грузия — 16.08.2005, Тбилиси, Грузия) — командир звена 175-го гвардейского штурмового авиационного полка (11-й гвардейской штурмовой авиационной дивизии, 16-й воздушной армии, 1-го Белорусского фронта), гвардии лейтенант. Герой Советского Союза.

## Биография
Родился 3 апреля 1920 года в городе Поти ныне Республики Грузия. Грузин. Окончил мелиоративный техникум. Учился в Тбилисском сельскохозяйственном институте и в аэроклубе.
В Красной Армии с 1940 года. В 1943 году окончил Ворошиловградскую военно-авиационную школу пилотов. Член ВКП(б)/КПСС с 1944 года. На фронте с сентября 1943 года.
Воевал на Курской дуге, участвовал в битве за Киев, освобождал Польшу, штурмовал Берлин. На своем самолёте-штурмовике «Ил-2» он прошёл все главные сражения второй половины Великой Отечественной войны.
Командир звена 175-го гвардейского штурмового авиационного полка гвардии лейтенант Шота Шургая к марту 1945 года совершил на самолёте «Ил-2» сто десять успешных боевых вылетов на штурмовку войск и техники противника, нанеся врагу значительный урон в живой силе и боевой технике. А всего за годы войны им совершено сто пятьдесят три успешных боевых вылета. Радостную весть о капитуляции Германии лётчик-штурмовик встретил в предместьях поверженного Берлина.
Гвардии лейтенант Шургая участвовал в историческом Параде Победы 24 июня 1945 года на Красной площади в Москве.
Указом Президиума Верховного Совета СССР от 15 мая 1946 года за образцовое выполнение боевых заданий командования и проявленные при этом мужество и героизм гвардии лейтенанту Шургая Шоте Иосифовичу присвоено звание Героя Советского Союза с вручением ордена Ленина и медали «Золотая Звезда».
После войны Ш. И. Шургая продолжал службу в ВВС. В 1955 году он окончил Военно-воздушную академию. С 1957 года подполковник Шургая Ш. И. — в запасе.
Жил в столице Грузии — городе Тбилиси. До ухода на заслуженный отдых работал заместителем директора автотранспортного предприятия. В мае 2005 года 85-летний ветеран участвовал, как представитель фронтовиков от Грузии, в Параде в честь 60-летия Победы в Москве. Президент России лично вручил ему именные часы.
Скончался 16 августа 2005 года. Похоронен 18 августа 2005 года со всеми воинскими почестями на кладбище в Сабурталинском районе Тбилиси рядом с могилой супруги.
Награждён орденом Ленина, двумя орденами Красного Знамени, орденами Отечественной войны 1-й и 2-й степеней, двумя орденами Красной Звезды, орденом Славы 3-й степени, медалями.